# The Great Paris Concert
The Great Paris Concert ist ein Jazz-Album von Duke Ellington, das zwischen dem 1. und 23. Februar 1963 live im Pariser Olympia aufgenommen wurde. Nachdem Teile der Mitschnitte bereits Ende 1963 bei Reprise Records erschienen, wurde das Live-Album unter diesem Titel 1973 mit den meisten Stücken der Konzerte bei Atlantic Records veröffentlicht. 1989 wurden die Mitschnitte beider Veröffentlichungen in einer überarbeiteten Ausgabe bei Atlantic vereint.

## Die Pariser Konzerte
Im Covertext des Albums ging Stanley Dance auf die tiefe Verbindung Ellingtons mit Paris ein; bereits im Jahr 1930 hatte er dort Maurice Chevalier begleitet. Kurz vor Ausbruch des Zweiten Weltkriegs konzertierte er im Palais de Chaillot. 1960 hatte er acht Wochen in Paris gearbeitet, als er am Film Paris Blues mitwirkte. Der große Publikumserfolg der beiden ersten Ellington-Konzerte Anfang 1963 bewog die Veranstalter, zwei zusätzliche Termine mit dem Duke Ellington Orchestra drei Wochen später anzusetzen.
Das Programm an den vier Abenden umfasste neben dem klassischen Bandrepertoire wie Don’t Get Around Much Anymore, Perdido oder Rockin’ in Rhythm, Jazzstandards wie All of Me und Jimmy McHughs On the Sunny Side of the Street auch zwei längere Werke, zum einen die Suite Thursday, die ihre Premiere 1960 auf dem Monterey Jazz Festival hatte, zum anderen A Tone Parallel to Harlem. Neu im Repertoire war damals auch die von Ellington geschriebene Titelmelodie für die Fernsehserie Asphalt-Dschungel (1960) und The Star-Crossed Lovers auf der Shakespearean Suite (1958), die Johnny Hodges featurete.
Zur Einstimmung beginnt das Konzert mit Kinda Dukish, das Ellington in Pianotrio-Besetzung spielt und sogleich in Rockin’ in Rhythm übergeht, mit dem das ganze Orchester einsetzt. Mit dieser und den folgenden Nummern werden alle Solisten mit ihnen speziell auf den Leib geschriebenen Stücken herausgestellt – das Klarinettensolo hat erst der Co-Komponist Harry Carney, gefolgt von der Plunger Posaune Lawrence Browns und den Wah-Wah-Trompeten von Cootie Williams und Ray Nance. Die folgenden drei Stücke, On the Sunny Side of the Street, All of Me und The Star-Crossed Lovers stellen Johnny Hodges in den Vordergrund. Nach dem Theme from „Asphalt Jungle“ folgen zwei Features für Cootie Williams, das sehr langsam gespielte Concerto for Cootie (1940) und das Tutti for Cootie von 1960.
Die anschließend gespielte Suite Thursday – benannt nach John Steinbecks sentimentalem Roman Sweet Thursday von 1954 –, die Ellington mit Billy Strayhorn schrieb, besteht aus den vier Teilen Misfit Blues, Schwiphti (swifty), Zweet Zurzday und Lay-By, letzterer mit einem Violinensolo von Ray Nance.
Das Konzert wird mit Juan Tizols Klassiker Perdido fortgesetzt, in dem Ellington Jimmy Hamilton und Paul Gonsalves herausstellt, die auch die Unisono-Einleitung spielen. Speziell für Hamilton schrieb Strayhorn die Komposition The Eighth Veil; es folgt The Rose of Rio Grande mit Lawrence Brown als Hauptsolisten. Cop Out ist ein weiteres Vehikel für individuelle Improvisation, hier von Paul Gonsalves; im folgenden Bula, das Ellington als einen Gutbucket Bolero ankündigt, beherrschen Klarinetten und gestopfte Trompeten die Stimmung.
Jam with Sam präsentiert wie eine Galerie alle Bandsolisten, die Ellington namentlich vorstellt. Nach Happy-Go-Lucky Local, einem von Ellingtons Eisenbahnstücken, das aus der Deep South Suite (1946) stammt und hier ein Feature für Cat Anderson darstellt, folgt das mit 14 Minuten längste Stück des Konzerts, die Tone Parallel to Harlem (auch Harlem Suite), ein in sich geschlossenes Auftragswerk, das Ellington 1950 für das NBC Symphony Orchestra unter der Leitung von Arturo Toscanini komponiert hatte, zunächst angelegt als Concerto grosso für Jazzband und Sinfonieorchester und zuerst auf dem Album Ellington Uptown erschien. Es entfaltet ein Panorama des Harlemer (Nacht-)Lebens, „ein farbiges Bild des Lebens in einer Stadt in der Stadt“, so Stanley Dance:

“Spanish Harlem, a parade, jazz, a floorshow and chorus line, church, sermon, funeral, ‘chick chick’ stopping traffic, a Sunday promenade, and orators making Civil Rights ‘demandments’”

Nach Ansicht von Collier ist die Harlem Suite „randvoll von wunderbaren Augenblicken […]:

„Die Beschreibung Harlems beginnt mit einer Trompete, die das Wort in einer fallenden Moll-Terz wiedergibt. Darauf folgt eine Spritztour durch Harlem an einem Sonntag, in der nicht weniger als achtzehn unzusammenhängen[d]e Schnappschüsse in einer Spanne von vierzehn Minuten vorgestellt werden.“

In den Stücken, die der CD-Ausgabe als Bonus-Tracks angefügt wurden, herrscht das klassische Bandrepertoire vor; Don’t Get Around Much Anymore wird hier in einer neu arrangierten Fassung ohne Gesang gespielt, während in Do Nothing till You Hear from Me Milt Grayson der Bandvokalist ist. Die folgenden drei Stücke kündigt Ellington als vintage oldies an,  Black and Tan Fantasy (1927), Things Ain’t What They Used to Be (1941) und Pyramid von 1938. Aus Ellingtons Suite Black, Brown and Beige (1943) stammt der Song The Blues, den wieder Milt Grayson singt. Nach Echoes of Harlem, das wieder ins Bandrepertoire kam, als Cootie Williams in das Orchester zurückkehrte, folgt Satin Doll, das – geschrieben 1953 – mit seiner eingängigen Melodie einer der Hits des Éllington-Orchesters in diesen Jahren war.

## Editionsgeschichte

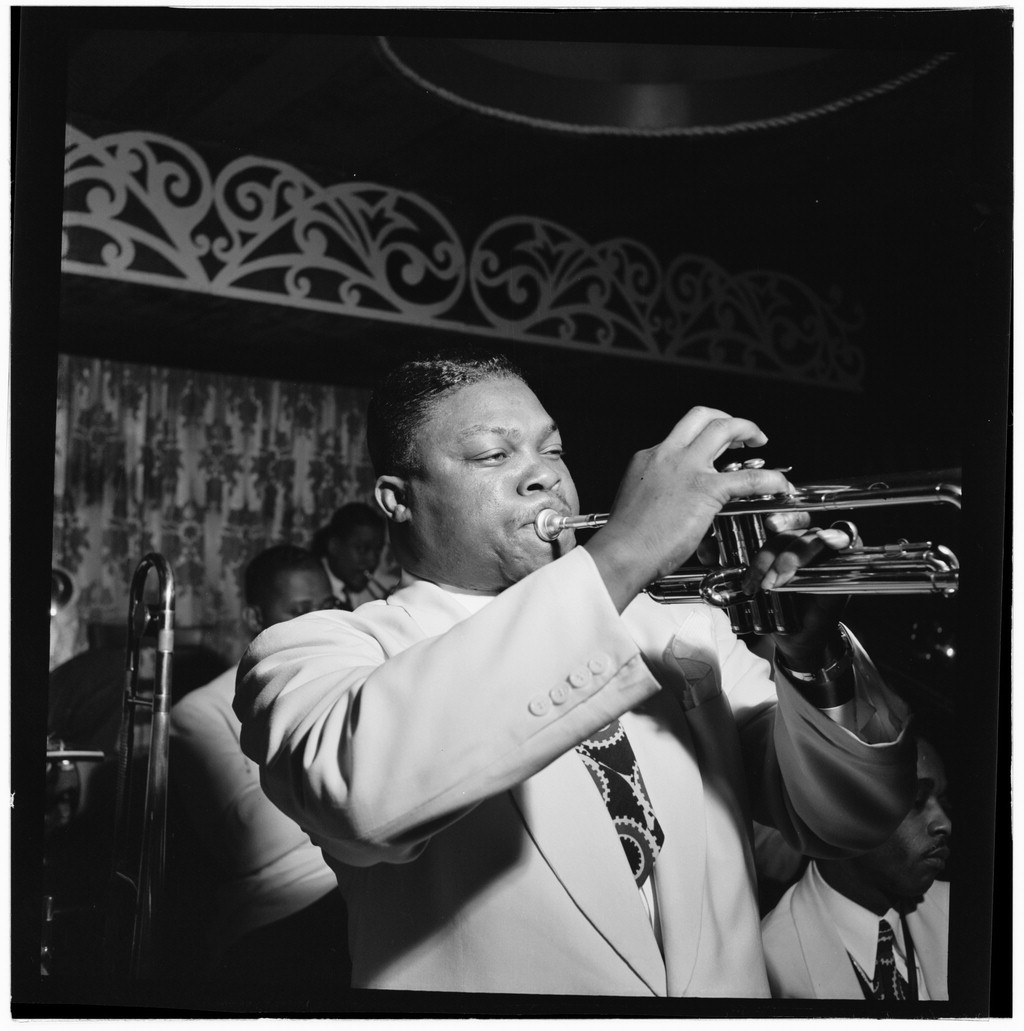
Cat Anderson, ca. 1947. Foto Gottlieb

Bis auf vier Stücke wurde das gesamte Material des Albums bei drei Konzerten im Pariser Olympia mitgeschnitten; lediglich Do Nothing till You Hear from Me, Things Ain’t What They Used to Be und Satin Doll stammten von vorangegangenen Konzerten dieser Tournee 1963. Don’t Get Around Much Anymore ist eine Studioaufnahme.
Sechs Stücke, die bei den Konzerten in Paris 1963 mitgeschnitten wurden, erschienen zunächst im November 1962 auf Frank Sinatras Label Reprise, zu dem Ellington nach Auslaufen seines Kontrakts bei Columbia gewechselt war. Dies war die zehn Stücke umfassende Kompilation Duke Ellington’s Greatest Hits (RS 6234). Der Großteil der weiteren Mitschnitte erschien erst 1973 auf der Doppel-LP The Great Paris Concert (SD 2-304). Für die Veröffentlichung in CD-Form 1989 wurden die Stücke auf der Greatest Hits-LP mit den Mitschnitten der Doppel-LP auf einer Doppel-CD (Atlantic 7567-81303-2) vereinigt.

## Rezeption
Bruce Eder schrieb in AllMusic über das Album, das die zweithöchste Bewertung (4½ Sterne) erhielt:
Die Mitschnitte auf The Great Paris Concert seien rau und weitgehend unbearbeitet, die Ellington-Band aber in außergewöhnlicher Form. Er weist außerdem darauf hin, dass die Ausgabe der Reprise-Stücke weicher und aufdringlicher sei, währenddessen die Atlantic-Veröffentlichungen im Klang rauer und realistischer seien; daher sei zu hoffen, dass die Originalbänder dieser Mitschnitte gefunden würden, um so eine vollständige Ausgabe der Pariser Konzerte in einer integrierten Fassung zu erhalten.
Richard Cook und Brian Morton vergaben an das Album die zweithöchste Bewertung von 3½ Sternen („Great! Very nearly.“) und hoben hervor, dass die Qualität dieses Albums weniger in den solistischen Leistungen von Ellingtons Musikern liege, sondern in dem Ensemblespiel, das sich in unvorhersehbare Höhen emporschraube. Die Suite Thursday sei ein unerwartetes Juwel; hervorhebenswert seien außerdem die Fassungen von Rose of Rio Grande und das Asphalt Jungle-Thema.

## Stücke des Albums
1. Kinda Dukish – 1:52
2. Rockin’ in Rhythm (Harry Carney, Ellington, Irving Mills) – 3:47
3. On the Sunny Side of the Street (Dorothy Fields, Jimmy McHugh) – 2:58
4. The Star-Crossed Lovers (Ellington, Billy Strayhorn) – 4:18
5. All of Me (Gerald Marks, Seymour Simons) – 2:35
6. Theme from the Asphalt Jungle – 4:08
7. Concerto for Cootie – 2:31
8. Tutti for Cootie (Ellington, Jimmy Hamilton) – 2:31
9. Suite Thursday: Misfit Blues (Ellington, Strayhorn) – 3:39
10. Suite Thursday: Schwiphti (Ellington, Strayhorn) – 2:50
11. Suite Thursday: Zweet Zurzday (Ellington, Strayhorn) – 3:55
12. Suite Thursday: Lay-By (Ellington, Strayhorn) – 6:25
13. Perdido (Ervin Drake, H.J. Lengsfelder, Juan Tizol) – 5:22
14. The Eighth Veil (Ellington, Strayhorn) – 2:33
15. Rose of the Rio Grande (Ross Gorman, Edgar Leslie, Harry Warren) – 2:41
16. Cop Out – 6:58
17. Bula – 4:42
18. Jam With Sam – 3:51
19. Happy Go Lucky Local – 3:25
20. Tone Parallel to Harlem – 14:05

### Weitere Stücke der CD-Ausgabe von 1989
1. Don’t Get Around Much Anymore (Ellington, Bob Russell) – 2:33
2. Do Nothing till You Hear from Me (Ellington, Russell) – 4:33
3. Black and Tan Fantasy (Ellington, Bubber Miley) – 2:43
4. Creole Love Call – 2:08
5. The Mooche – 5:38
6. Things Ain’t What They Used to Be (Mercer Ellington, Ted Persons) – 2:53
7. Pyramid (Ellington, Irving Gordon, Mills, Tizol) – 3:25
8. The Blues – 3:36
9. Echoes of Harlem – 3:32
10. Satin Doll – (Ellington, Mercer, Strayhorn) – 2:27

Alle Kompositionen stammen, sofern nicht anders angegeben, von Duke Ellington.

## Weblink
- Bruce Eder: Besprechung des Albums The Great Paris Concert bei AllMusic (englisch). Abgerufen am 29. Januar 2011.